# Ivan Laing
Ivan Laing (18. august 1885 – 30. november 1917) var en skotsk hockeyspiller, som deltog i OL 1908 i London.
Laing vandt en bronzemedalje i hockey under OL 1908 i London. Han var med på det skotske hold, som kom på en delt tredjeplads i hockeyturneringen.
Han blev dræbt under 1. verdenskrig.